# Bundesstraße 94
De Bundesstraße 94 (ook wel B94) is een weg in de Duitse deelstaten Saksen en Thüringen.
De B94 begint bij Schleiz en loopt langs Zeulenroda-Triebes, Greiz en Reichenbach im Vogtland naar Rodewisch. Ze is ongeveer 58 km lang.
Routebeschrijving
Thüringen
DeB94 begint in Schleiz op een kruising met de B2 en de L3002. De weg loopt via Zeulenroda-Triebes naar Greizwaa ze samenloopt met de B92. Ongeveer twintig kilometer ten zuidoosten van Greiz ligt de deelstaatgrens met Saksen.
Saksen
Ze loopt naar Reichenbach im Vogtland waar ze samenloopt met de B173. Ze loopt nu naar de afrit Reichenbach/Vogtland waar ze de A72 kruist. De B94 loopt langs Lengenfeld naar Rodewisch eindigt op de B169.
B1 · B2 · B4 · B6 · B6n · B7 · B19 · B27 · B62 · B71 · B71n · B79 · B80 · B81 · B84 · B85 · B86 · B87 · B88 · B89 · B90 · B91 · B92 · B93 · B94 · B95 · B96 · B97 · B98 · B99 · B100 · B101 · B107 · B115 · B156 · B169 · B170 · B171 · B172 · B172a · B172b · B173 · B174 · B175 · B176 · B178 · B180 · B181 · B182 · B183 · B183a · B184 · B185 · B186 · B187 · B187a · B188 · B189 · B190 · B190n · B242 · B243 · B244 · B245 · B245a · B246 · B246a · B247 · B248 · B248a · B249 · B250 · B278 · B280 · B281 · B282 · B283 · B285